# Альтенкунштадт
Альтенкунштадт (нім. Altenkunstadt) — громада в Німеччині, розташована в землі Баварія. Підпорядковується адміністративному округу Верхня Франконія. Входить до складу району Ліхтенфельс.
Площа — 32,91 км2. Населення становить 5454 ос. (станом на 31 грудня 2020).